# Castell de la Roca d'Albera

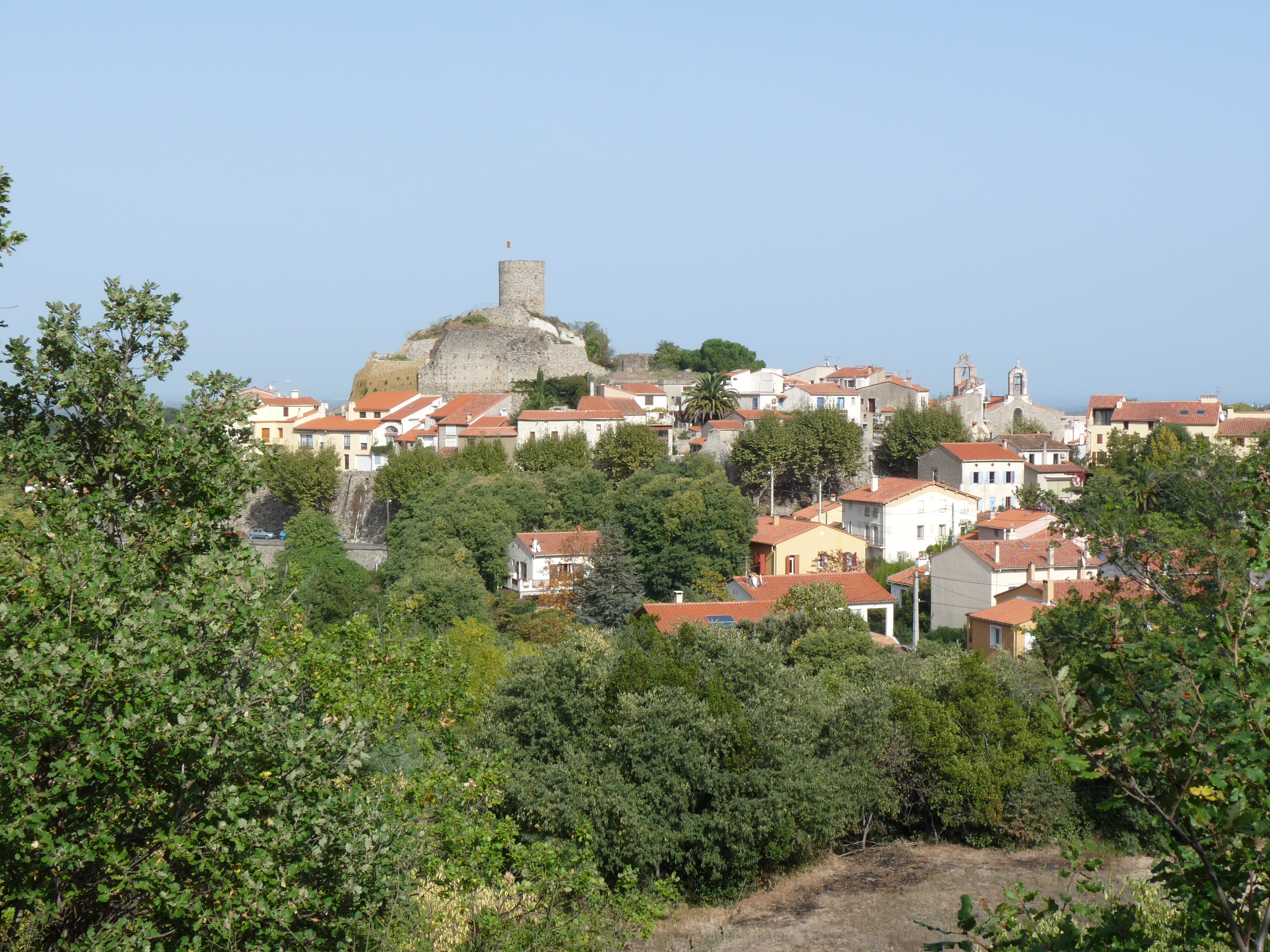
El castell de la Roca d'Albera dominant la població

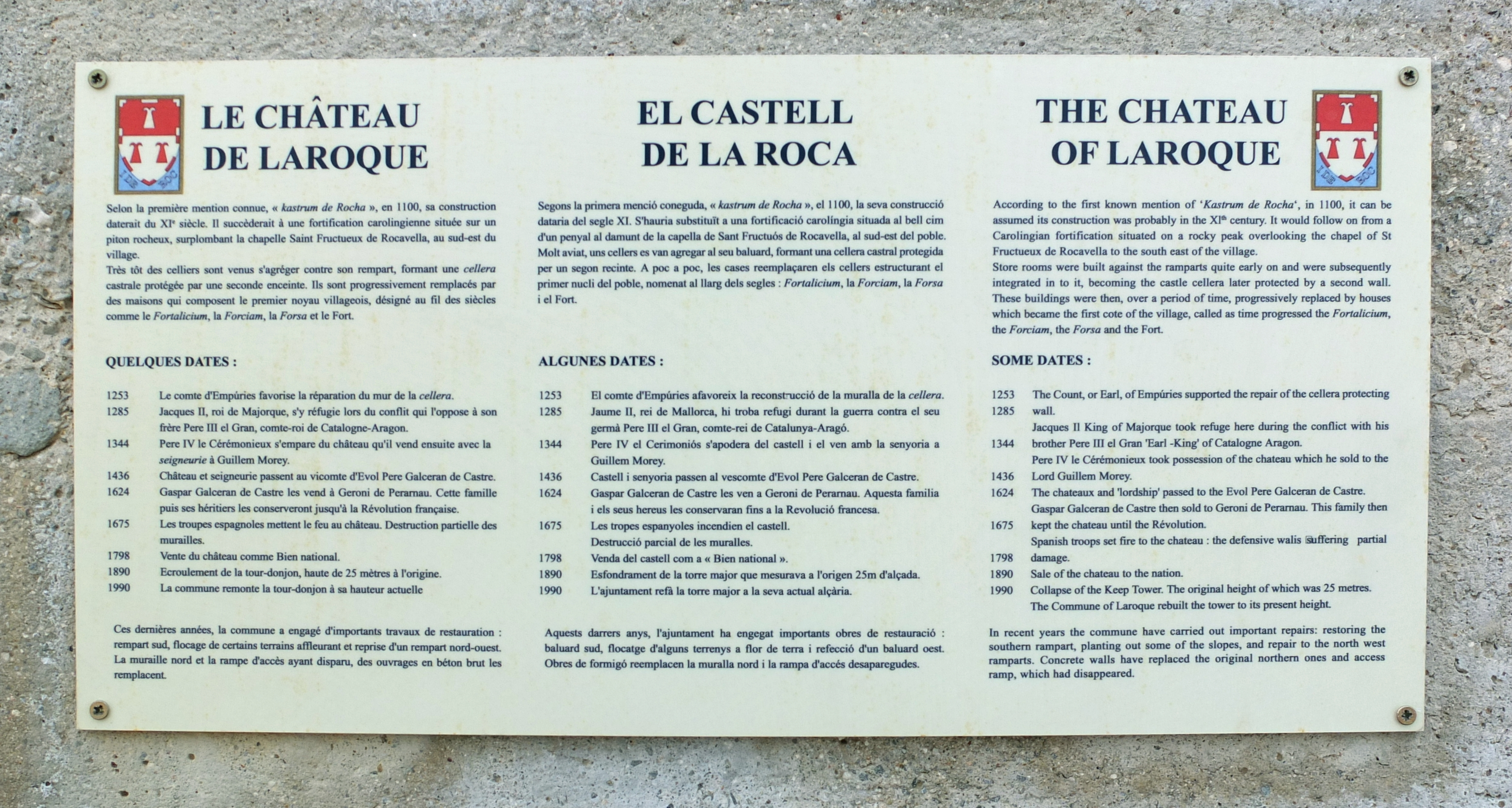
Placa informativa al peu de la torre.

El castell de la Roca d'Albera és una antiga fortificació medieval de la comuna rossellonesa de la Roca d'Albera, a la Catalunya Nord.
Ocupa la part alta d'un turó que es dreça enmig del poble modern. Només resta una torre i algunes restes baixes dels murs de la fortificació original. Al voltant del castell es desenvolupà una cellera castral que fou fortificada posteriorment.

## Història

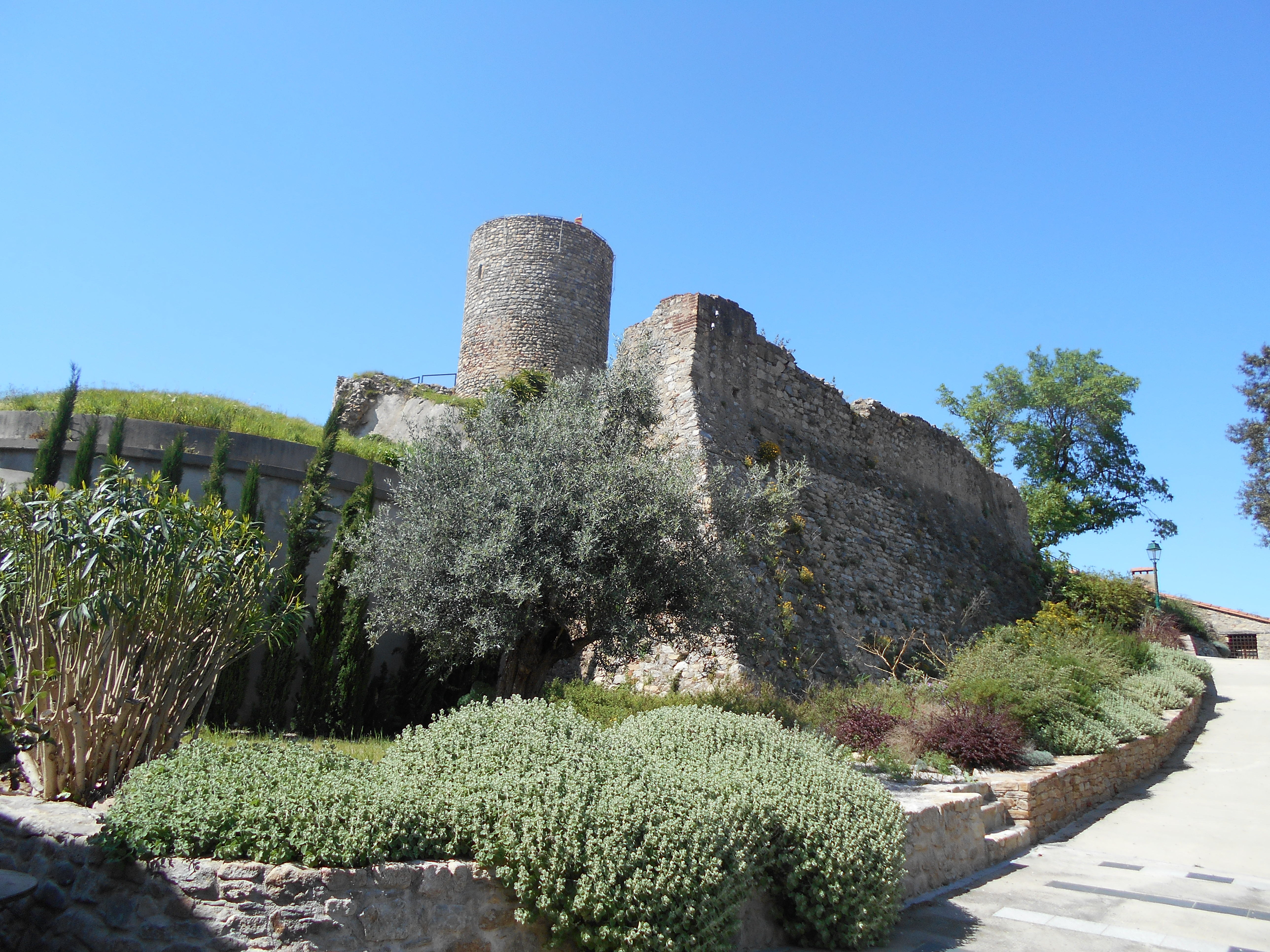
Restes de les muralles

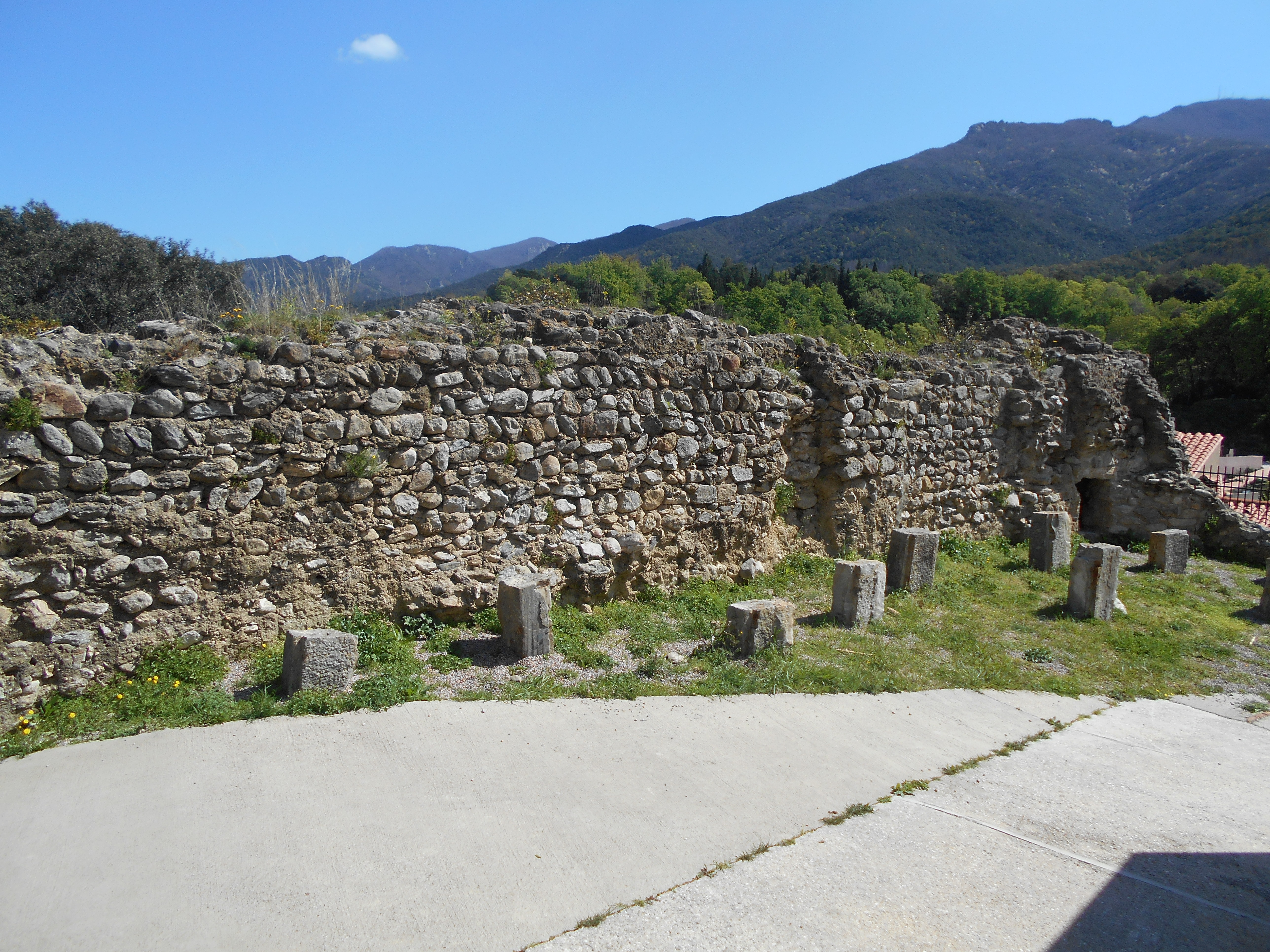
Més restes de les muralles

El castell és documentat ja el 1100, quan Guillem de Salses feu donació del castrum de Rocha al seu fill Oliba. Aquest era situat en una elevació del terreny, a un quilòmetre del nucli habitat de Rocavella. Més tard, el 1172, la documentació registra que Bernat de la Roca llegà a la seva filla Alamanda el castellum (diferenciant-lo, doncs, d'una vila fortificada, un castrum). Cap a segon mig segle XII els senyors del castell feren que els pobladors del nucli de Rocavella es traslladessin al nou centre, el castell i la cellera que es constituí al seu voltant. Aquesta cellera castri constitueix un model d'innovació perquè no es feu al voltant d'una església i el seu cementiri, sinó al peu del turó on es dreça el castell, i el fet tingué lloc en una època més tardana (el segle x per les celleres eclesiàstiques, el XII -1188 primera menció- per a aquesta nova cellera feudal). El 1188 s'esmenta el castell per la forma Rocam Comitatem, cosa que expressaria una vinculació comtal; però no seria fins a començaments del XIII quan el senyoriu de la Roca esdevindria dels comtes d'Empúries, pel matrimoni de Maria de Vilademuls amb Hug IV d'Empúries.
La fortificació tingué el seu breu moment de glòria quan, el 1285, Jaume II s'hagué de refugiar al castell fugint del seu germà Pere, i quan poc després el nou rei de França, Felip IV, vingué a socórrer-lo i s'allotjà també al castell. El 1344, Pere el Cerimoniós posà setge al castell, que es rendí ràpidament. La importància del castell es posà novament de manifest quan a finals del segle xv Lluís XI de França envaí el Rosselló i ordenà que fossin aterrats la majoria dels castells del territori, fora dels que considerà essencials: Perpinyà, Salses, Cotlliure i la Roca (més la vila fortificada d'Elna). La possessió del castell, fins aleshores en mans dels senyors de la Roca, el 1422 havia passat a mans privades (les de Pere Galceran de Castre), on romangueren els seus descendents fins a la Revolució francesa.
Al segle xv, la sala d'armes va ser reconvertida en església parroquial, sota l'advocació de Sant Feliu.
La torre del castell, de 25 metres d'alçada, s'afonà el 1890; va ser reconstruïda, però amb una altura inferior. És rodona i en el seu interior hi ha una escala que permet accedir a la terrassa superior, que mostra unes vistes excel·lents de la zona. Aquesta torre havia format part de l'extensa xarxa de torres de senyals que cobria la major part de la Catalunya del Nord.